# خويفيرة صوفية السنابل
خويفيرة صوفية السنابل (الاسم العلمي:Koeleria eriostachya) هي نوع من النباتات تتبع جنس الخويفيرة من الفصيلة النجيلية. تم وصف هذا النوع من النبات علمياً لأول مرة من قبل لنكولن كونستانس وميلدرد أستر ماثياس هاسلر سنة 1973.